# Def Jam Recordings (レコードレーベル)
Def Jam Recordings（デフ・ジャム・レコーディングス）は、ラッセル・シモンズとリック・ルービンによって1984年に設立されたアメリカのレコードレーベルで、ヒップホップとR&Bを専門としている。コールド・チリン、シュガー・ヒル、トミー・ボーイ、ジャイヴ、デリシャス・ヴァイナルなどと並ぶ、ラップ全盛期の代表的なレコード・レーベルであった。
「DEF」のスペルについて、BSチャンネルのTV「ザ・ベストヒット USA」（2023年10月28日放送分）の「STAR OF THE WEEK」のコーナーでデフ・レパード特集の際にジョー・エリオット（Vo）がリモート出演した折に、VJの小林克也が『DEF』の言葉の意味について「80年代から意味合いが”最高の”、”かっこいい”などへ変化してきたよね」と振り、ジョーがtrue storyとして「リック・ルービンがデフ・レパードの事務所に『DEF』のスペルの使用許可を訪ねて『DEF JAM』となった」ことで同じスペルとなったことを述べている。このことからヒップ・ホップ界でスラングとして「すごい」という意味の流行語になったとも小林が紹介し締めくくっている。

## 歴史
デフ・ジャムは、ラッセル・シモンズとリック・ルービンによって、1984年に設立された。1980年代末から1990年代末にパブリック・エナミー、LL・クール・J、スリック・リック、EPMD、ナイス&スムースらのラッパーを擁してレーベルの全盛期を迎えた。さらにオラン・ジュース・ジョーンズやアリソン・ウィリアムズらのソウル・シンガーの曲も発表した。オラン・ジュース・ジョーンズの「レイン」は1986年にソウルだけでなく、ポップ・チャートでも上位に食い込むヒットとなった。もともとはコロムビア/ソニー傘下だったが、のちにユニバーサル ミュージック傘下に移り、アイランド・デフ・ジャム・ミュージック・グループ内のレーベルとして運営されている。現在は日本、イギリス、フランス、南アフリカに支社がある（かつてドイツにも支社があった）。
1992年からは、有料チャンネルHBOにおいて黒人コメディ番組『デフ・コメディ・ジャム』が放送された。
※（英語表記）

## 所属アーティスト
| - パブリック・エナミー - LL・クール・J - スリック・リック - ナイス&スムース（Nice & Smooth） - アリソン・ウィリアムズ - オラン・ジュース・ジョーンズ - オニックス（Onyx） - PMD（PMD） - エリック・サーモン（Erick Sermon） - レッドマン - フォクシー・ブラウン（Foxy Brown） - リッチー・リッチ（Richie Rich） - リアーナ - デフ・スクワッド - アシャンティ - ビースティー・ボーイズ - ファボラス - ファム・レイ（Fam-Lay） - コーリー・ガンズ - ホリス・クルー（Hollis Crew） - ロン・アイズリー - ジャ・ルール - ジェイヨ・フェロニー（Jayo Felony） - ジャジー・ジェイ（Jazzy Jay） - ジョー・バドゥン - ファンクマスター・フレックス（Funkmaster Flex） - ロイド - サーチ（MC Serch） - クリセッテ・ミッチェル（Chrisette Michele） - クリスティーナ・ミリアン - オリジナル・コンセプト（Original Concept） - ナズ - ニーヨ - ニッキーD - マーダラーズ（The Murderers） - キース・マレイ（Keith Murray） - ミーガン・ロシェル（Megan Rochell） - ザ・ルーツ - サム・スカーフォ（Sam Scarfo） - シャイン（Shyne） - シスコ（Sisqo） - シズラ - サウス・セントラル・カーテル（South Central Cartel） - ジミー・スパイサー（Jimmy Spicer） - サバーバン・ボーイズ（The Suburban Boyz） - 334・モブ（334 Mobb） - 3rdベース（3rd Bass） - Tラ・ロック（T La Rock） - トロイ・エイヴ（Troy Ave.） - 12 Oクロック（12 O'Clock） - ウォーレンG - WC - ニコル・レイ（Nicole Wray） - ヤング・ジーズィー - アミル（Amil）【Roc-A-Fella】 - フリーウェイ（Freeway）【Roc-A-Fella】 - ティアラ・マリー（Teairra Marí）【Roc-A-Fella】 | - メンフィス・ブリーク（Memphis Bleek）【Roc-A-Fella】 - ピーディ・ピーディ（Peedi Peedi）【Roc-A-Fella】 - クルー（DJ Clue）【Roc-A-Fella】 - イメンス（Immense）【Roc-A-Fella】 - ジェイ・Z 【Roc-A-Fella】 - ヤング・ガンズ（Young Gunz）【Roc-A-Fella】 - カニエ・ウェスト 【Roc-A-Fella、G.O.O.D】 - アズテック（Aztek）【Roc-La-Familia】 - ヘクター・バンビーノ（Hector "El Bambino"）【Roc-La-Familia】 - レディー・ソヴァリン 【Roc-La-Familia】 - トゥルー・ライフ（Tru Life）【Roc-La-Familia】 - ノリ（N.O.R.E.）【Roc-La-Familia、Capone-N-Noreaga】 - カポーン（Capone）【Capone-N-Noreaga】 - カポーン&ノリエガ（Capone-N-Noreaga）【Capone-N-Noreaga】 - ビーニー・シーゲル（Beanie Sigel）【Dame Dash Music Group】 - ビッグス（Biggs）【Dame Dash Music Group】 - レル（Rell）【Dame Dash Music Group】 - グラフ（Grafh）【Dame Dash Music Group】 - ブラック・バタフライ（Black Buddafly）【Russell Simmons Music Group】 - グリーン・ランタン（DJ Green Lantern）【Russell Simmons Music Group】 - オースティン・ローラー（DJ Wr3ck）【Russell Simmons Music Group】 - レヴ・ラン 【Russell Simmons Music Group】 - ショート・ドウグ（Short Dawg）【Russell Simmons Music Group】 - ヤング・S・ダブ（Young S Dub）【Russell Simmons Music Group】 - メソッド・マン 【Wu-tang Clan】 - ゴーストフェイス・キラー 【Wu-tang Clan】 - キャムロン 【The Diplomats】 - ジュエルズ・サンタナ 【The Diplomats】 - DMX 【Ruff Ryders】 - W（DJW）【AWL】 - シティー（Citty）【Slip-N-Slide】 - Ft メイヤーズ（Ft. Meyers）【Slip-N-Slide】 - ケイス（Case）【Def Soul】 - プライズ 【Slip-N-Slide】 - リック・ロス 【Slip-N-Slide】 - リュダクリス 【Disturbing Tha Peace】 - ショウナ（Shawnna）【Disturbing Tha Peace】 - ボビー・ヴァレンティノ【Disturibing Tha Peace】 - スカーフェイス（Scarface）【Geto Boys】 - モーケンステフ（MoKenStef）【Outburst】 - ドゥルー・ヒル（Dru Hill）【Def Soul】 - モンテル・ジョーダン（Montell Jordan）【Def Soul】 - パティ・ラベル 【Def Soul】 - ラヴハー（Lovher）【Def Soul】 - ミュージック（Musiq）【Def Soul】 - 112【Def Soul】 - プレイヤ（Playa）【Def Soul】 - ケリー・プライス（Kelly Price）【Def Soul】 - タズ（Taz）【Def Jam UK】 - テリー・ウォーカー（Terri Walker）【Def Jam UK】 - ティム・ウエストウッド（Tim Westwood）【Def Jam UK】 |

## 現在の所属アーティスト
- カニエ・ウエスト
- ファボラス
- 070シェイク（070 Shake）
- 2チェインズ
- アレシア・カーラ[4]
- アレッソ
- Amir Obé
- アリーサ（Arlissa）[5]
- オーガスト・アルシーナ（August Alsina）

## ゲーム・シリーズ
デフ・ジャム所属のヒップホップ・アーティスト達がストリートファイトを行う。
- Def Jam Vendetta
- Def Jam Fight for NY
- Def Jam ICON